# Taro et Jiro

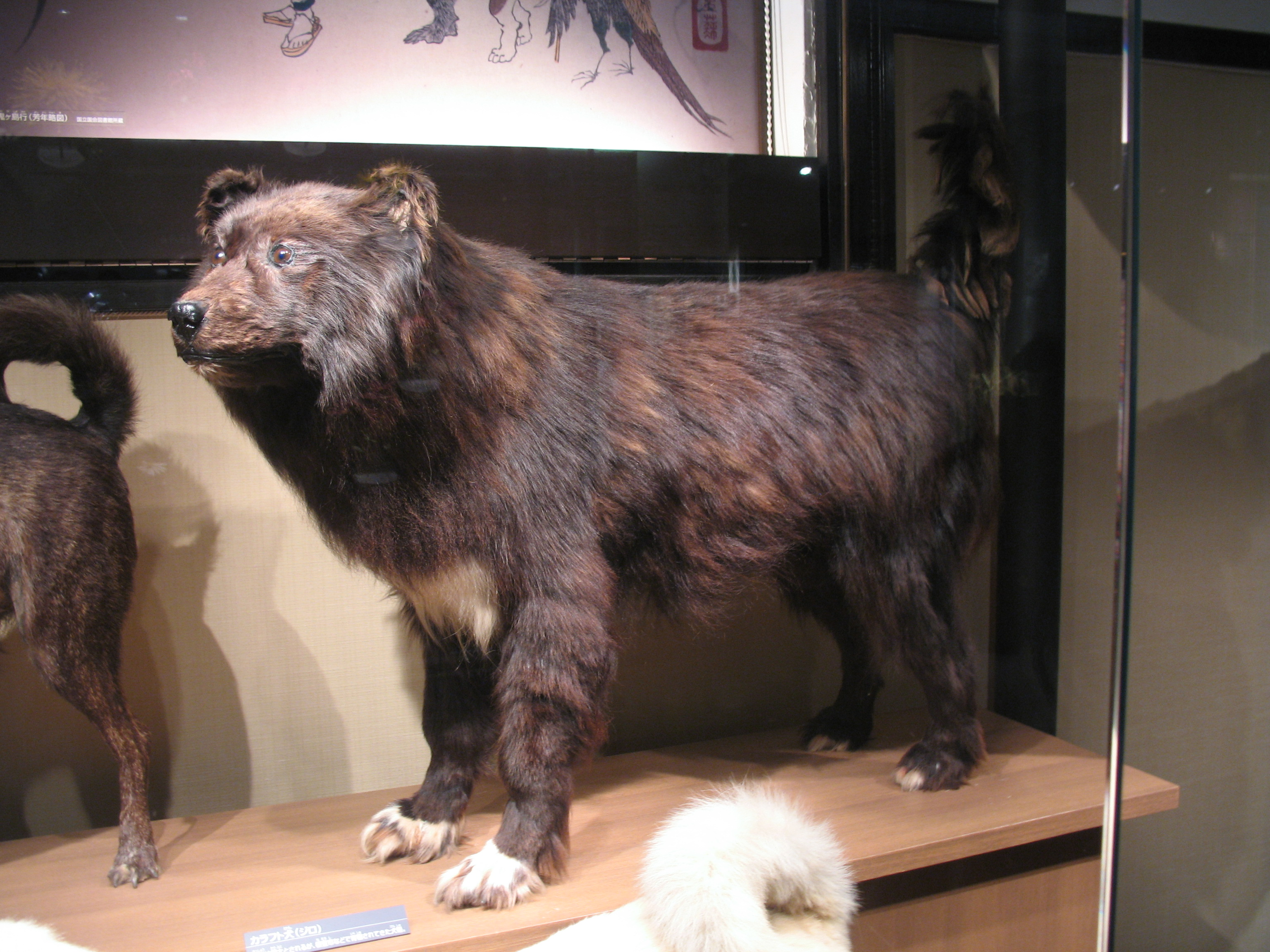
Jiro exposé au Musée national de la nature et des sciences de Tokyo.

Taro (タロ, né en 1955 et mort en 1970) et Jiro (ジロ, né en 1955 et mort en 1960) sont deux chiens de race Husky de Sakhaline qui ont survécu pendant onze mois en Antarctique après avoir été abandonnés par la Japanese Antarctic Research Expedition (JARE) de 1958. Cela leur vaut d'être des symboles de persévérance et de courage au Japon.

## Histoire
En raison des mauvaises conditions météorologiques, l'expédition japonaise n'a pas pu emporter par avion quinze chiens qui ont été laissés enchaînés et avec seulement quelques jours de nourriture. Sur ces quinze, sept des chiens sont morts, restés attachés à la chaîne, mais six d'entre eux ont disparu et deux, Taro et Jiro, ont hiverné avec succès et ont été découverts au printemps suivant.
Jiro est resté en Antarctique et y est mort en tant que chien de traîneaux en 1960, tandis que Taro a été amené au Japon, à l'université de Hokkaidō, où il est mort en 1970. Leurs deux corps ont été empaillés et exposés, et plusieurs monuments pour ces deux chiens ont été érigés au Japon.

## Postérité

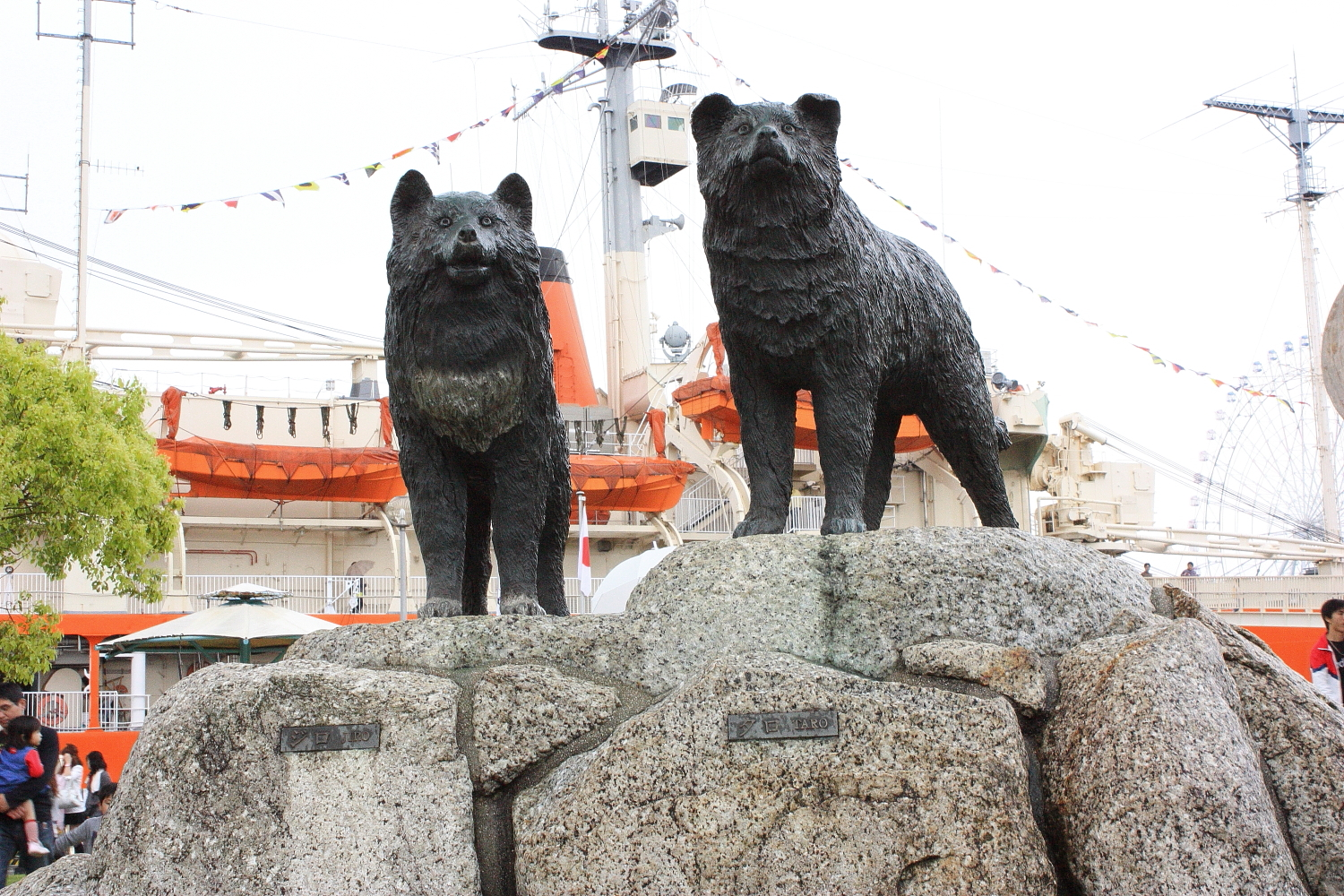
Statues de Taro et Jiro à Nagoya.

L'abandon des chiens et leur survie subséquente est la base du récit des films Antarctica (1983) et Antartica, prisonniers du froid (2006).

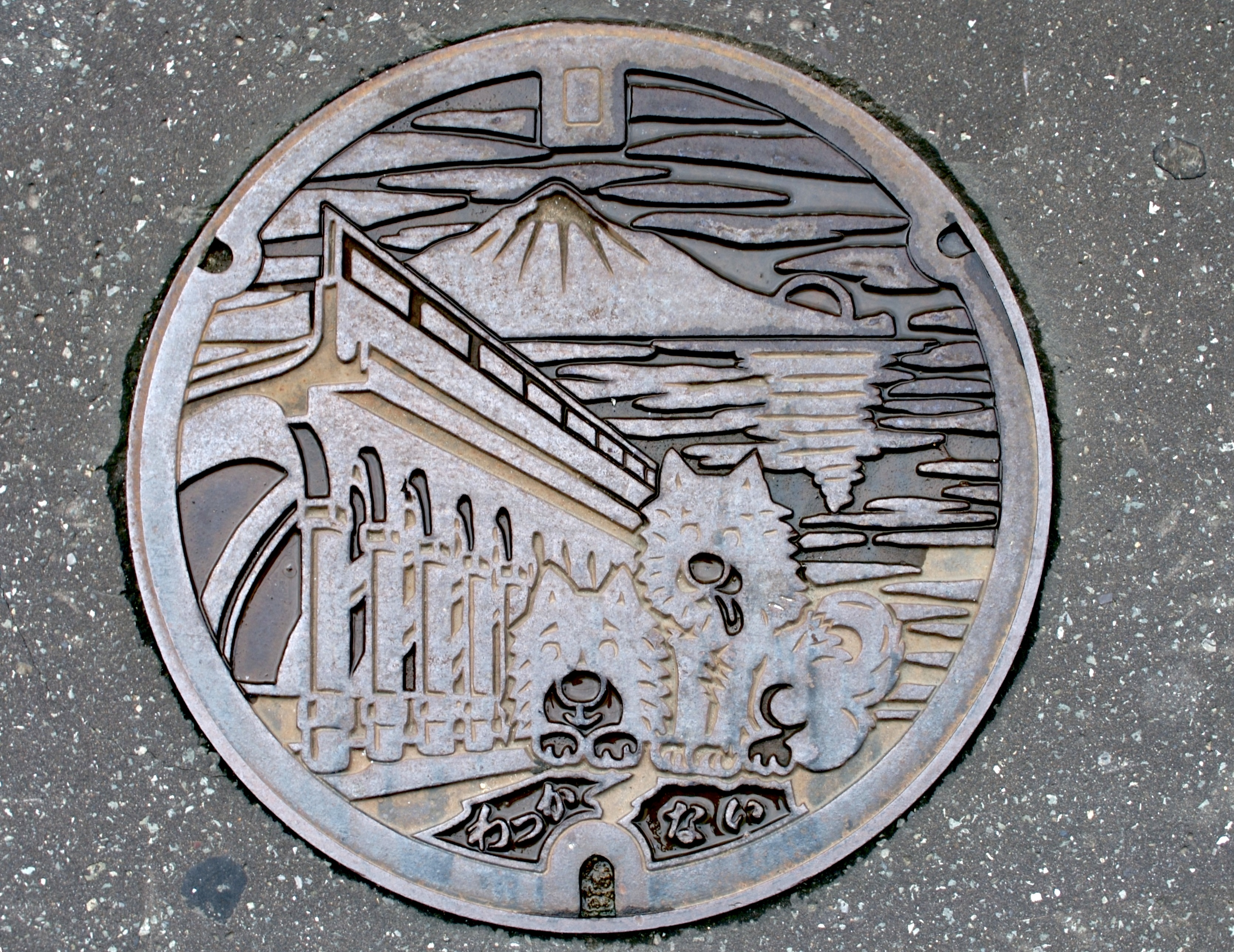
Plaque d'égout à l'effigie de Taro et Jiro.
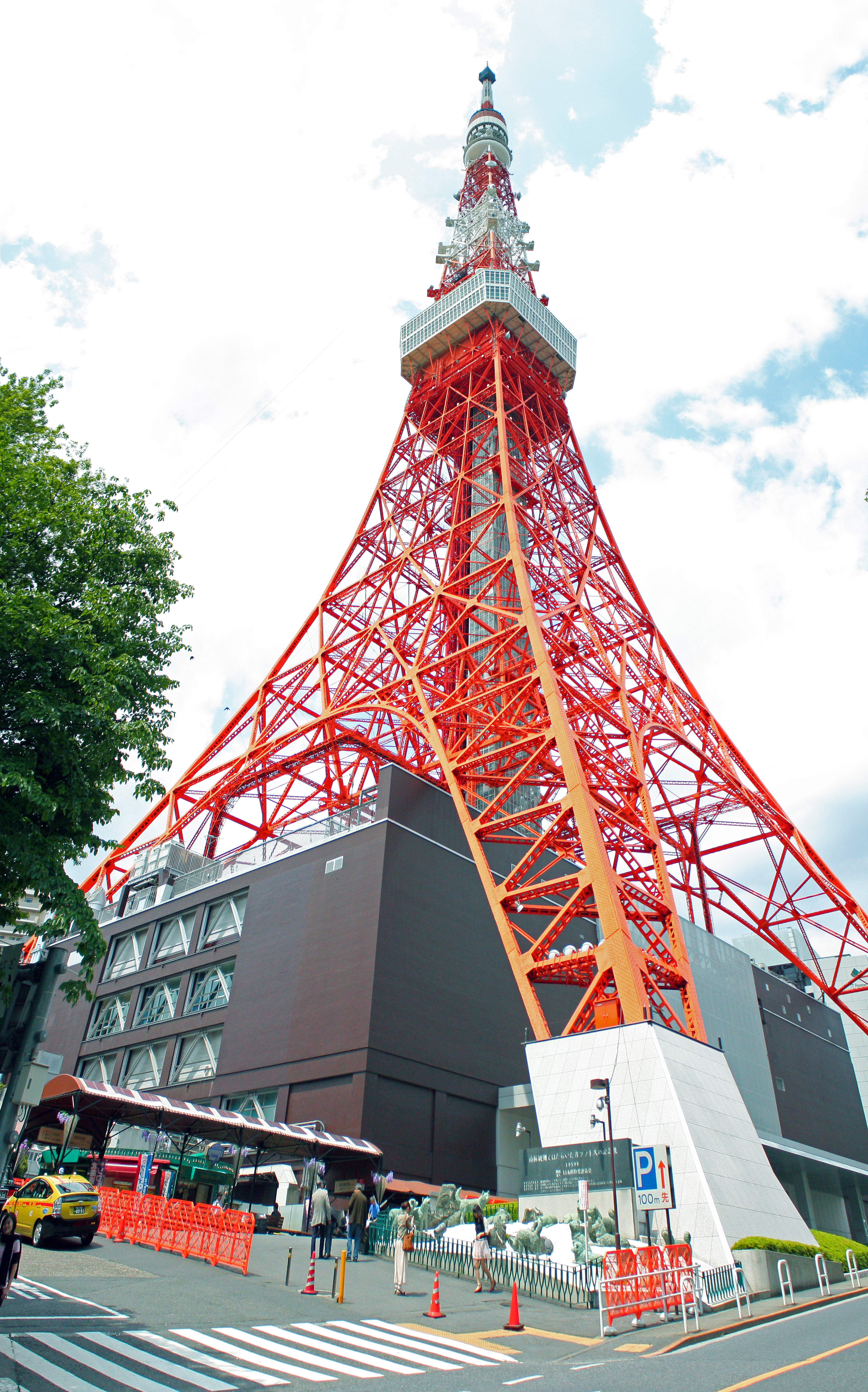
Monument avec Taro et Jiro notamment au pied de la tour de Tokyo.
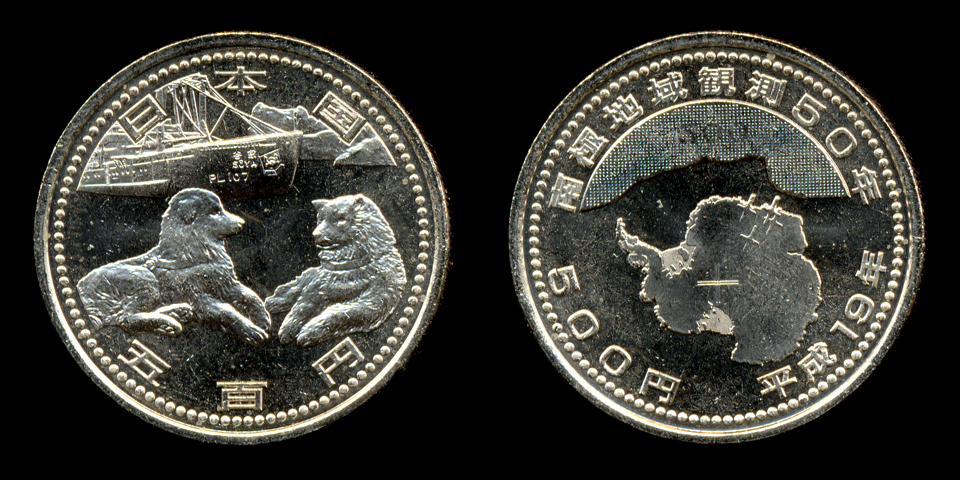
Pièce de monnaie à l'effigie de Taro et Jiro.